# Rudolstadt
Rudolstadt é uma cidade da Alemanha localizada no distrito de Saalfeld-Rudolstadt, estado da Turíngia.
Rudolstadt é uma cidade no estado alemão da Thuringia, perto da Floresta da Thuringia ao sudoeste, e para Jena e Weimar ao norte.
Fundada em 776 e tendo sua lei municipal desde 1326, foi capital do pequeno reino de Schwarzburg-Rudolstadt, até a sua anexação à Turíngia, em 1920. A cidade foi construída ao longo do Rio Saale dentro de um vale largo cercado por bosques. O marco da cidade é o Castelo Heidecksburg que é empossado em uma colina sobre a cidade velha. Rudolstadt ficou popular pelos Blocos de Pedra de Âncora da Companhia de Brinquedo Richter e fábricas de porcelana. Os pontos turísticos mais importantes com museus num OpenStreetMap em Rudolstadt.

6.000 funcionários na fábrica de produtos químicos da RDA

site oficial da cidade: http://www.rudolstadt.de/cms/website.php